# كروموباكتريوم فيولاسيوم
كروموباكتريوم فيولاسيوم هي بكتيريا سالبة لصبغة الغرام، لاهوائية اختيارياً، وغير مكونة للحويصلات. تتحرك بمساعدة من سوط واحد يقع في القطب من كوكوباسيلوس. عادة، هناك واحد أو اثنين أو أكثر من سوط وحشي كذلك. وهي جزء من البكتيريا المفيدة في المياه والتربة في المناطق الاستوائية وشبه الاستوائية من العالم. وتنتج المضادات الحيوية الطبيعية التي تسمى فيولاسين، والتي قد تكون مفيدة لعلاج القولون وغيره من أنواع السرطان. كما تنمو بسهولة على الأجار المغذي، فتتنج مستعمرات مستقيمة مميزة ولها انحناء بسيط مع لمعان بنفسجي داكن (بسبب إنتاج فيولاسين). كما تم الإبلاغ عن بعض السلالات من البكتيريا التي لا تنتج هذه الصبغة. حيث أن لديها القدرة على كسر القطران.

## الكيمياء الحيوية
تخمر فيولاسيوم سي الجلوكوز، والتريهالوز، ون-أسيتيلغلوكوسامين وغلوكونات ولكنها لا تخمر ل- أرابينوس، أو د- غالاكتوز، أو د- المالتوز. وهو إيجابي لتفاعلات انزيم الكاتالاز والأوكسيديز. يمكن للعزل البكتيري في كثير من الحالات أن تظهر مقاومة عالية المستوى لمجموعة من المضادات الحيوية.

## الأهمية الطبية
نادراً ما تصيب بكتيريا فيولاسيوم البشر، ولكن عندما يسبب ذلك تحدث الآفات الجلدية، الانتنان، وخراجات الكبد التي قد تكون قاتلة. كانت الحالة الأولى المبلغ عنها من عدوى الكروموباكتريوم فيولاسيوم في البشر من ماليزيا في عام 1927. وقد تم الإبلاغ عن 150 حالة فقط منذ ذلك الحين. وحتى الآن، أبلغ عن حالات من الأرجنتين واستراليا والبرازيل وكوبا والهند واليابان ونيجيريا وسنغافورة وسريلانكا وتايوان والولايات المتحدة وفيتنام. الوضع الأكثر شيوعا في دخول البكتيريا في الجسم يكون من خلال التواصل بين الجلد المصاب القادمة مع التربة أو المياه التي تحتوي على البكتيريا. يبدأالمرض عادة كعدوى محدودة من الجلد عند نقطة دخول البكتيريا، والتي تقدم إلى الآفات الناخر النقيلي، ثم خراجات متعددة من الكبد والرئة والطحال والجلد والغدد الليمفاوية أو الدماغ، مما يؤدي إلى تسمم الدم الحاد، ويبلغ المرض ذروته في فشل متعدد للأعصاب والذي قد يكون قاتل. وتشمل الأمراض الأخرى المبلغ عنها مرض الحبيبات المزمنة، التهاب العظم، التهاب النسيج الخلوي، الإسهال، التهاب المفاصل، التهاب الملتحمة، التهاب الحجاج والعيون. يجب توخي الحذر لأن بوركولديريا بسيودومالي عادة ما يتم التعرف عليها بشكل خاطئ على أنها س. فيولاسيوم بواسطة العديد من طرق التعرف الشائعة. ويمكن تمييزهما عن بعضهما بسهولة لأن ب. سيودومالي تنتج مستعمرات مجعدة كبيرة، في حين تنتج سي. فيولاسيوم الصبغة البنفسجي المميزة.
تنتج س. فيولاسيوم عدداً من المضادات الحيوية الطبيعية:
-أزتريونام هو المضاد الحيوي مونوباكتام الذي ينشط ضد البكتيريا الهوائية سلبية الغرام بما في ذلك سودوموناس أيروجينوسا. يتم تسويقه باسم أزاكتام.
_فيولاسين نشط ضد الأميبا والمثقبيات.
_إيروسيانيدين نشط ضد الكائنات إيجابية الجرام.
_إيروكافين نشط ضد الكائنات إيجابية الغرام والسالبة الغرام.
وقد وصفت بأنها سبب العدوى في جيبونز.

## العلاج
تكون العدوى الناجمة عن فيولاسيوم سي نادرة، وبالتالي لا توجد تجارب سريرية لتقييم العلاجات المختلفة. تشمل المضادات الحيوية التي استخدمت لعلاج فيولاسيوم سي بنجاح بيفلوكساسين،  سيبروفلوكساسين، أميكاسين، و تريموكسازول المشارك. المضادات الحيوية الأخرى التي تبدو فعالة في المختبر تشمل الكلورامفينيكول والتتراسيكلين. لأسباب نظرية، فإن العدوى لا يتوقع أن تستجيب للبنسلين، السيفالوسبورين، أو أزتريونام، على الرغم من أن الكاربابينيمات مثل الميروبينيم أو إيميبينيم قد تعمل. على الرغم من أن البكتيريا ذكرت أن تكون مقاومة للجيل الأول من السفالوسبورين، الا انه توجد قابلية متغيرة للسيفالوسبورين.

## الجينوم
توصل العلماء الي تسلسل الجينوم كامل ونشرت النتائج في عام 2003. تم العثور على سلالة نوع فيولاسيوم أتك 12472 لديها 4,751,080 زوج من القواعد مع محتوى G + C من 64.83٪ و 4,431 أورفس.